# 大田町 (島根県)
大田町（おおだまち）は、島根県安濃郡にあった町。現在の大田市の一部にあたる。

## 地理
- 河川：三瓶川[1]

## 歴史
- 1889年（明治22年）4月1日 - 町村制の施行により、安濃郡大田村、野城村（一部、字市野原）、吉永村（一部、字下吉永）が合併して村制施行し、大田村が発足[1][2]。
- 1903年（明治36年）11月6日 - 町制施行し大田町となる[1][2]。
- 1947年（昭和22年）11月30日 - 昭和天皇の戦後巡幸。駅前奉迎が行われる[3]。
- 1954年（昭和29年）1月1日 - 安濃郡長久村・鳥井村・久手町・波根東村・川合村、邇摩郡静間村・久利村と合併して市制施行し大田市を新設して廃止された[1][2]。

### 地名の由来
諸説あるが、広い水田地帯から大田とされたものか。

## 産業
- 農業、粗陶器[1]。

## 交通

### 鉄道
- 1915年（大正4年）7月11日 - 山陰本線が開通し、石見大田駅（現大田市駅）を開業[1]。